# Christian Kouamé
Christian Michael Kouakou Kouamé (Bingerville, 6 dicembre 1997) è un calciatore ivoriano, attaccante della Fiorentina e della nazionale ivoriana, con la quale ha vinto la Coppa d'Africa nel 2024.

## Caratteristiche tecniche
Partito principalmente come prima o seconda punta, ha trovato la sua collocazione ideale come esterno offensivo, indifferentemente a destra o a sinistra. È veloce ed esplosivo e riesce grazie a queste caratteristiche a saltare con facilità l'uomo, pur avendo qualche lacuna sul piano tecnico, ed è anche inoltre dotato di una buona potenza fisica che lo rende efficace nella protezione della palla. Nonostante non sia troppo propenso al gol è dotato di buone doti da opportunista.

## Carriera

### Club

#### Gli inizi
Portato all'età di 16 anni in Italia dal Prato, la prima stagione (2013-2014) gioca con la Sestese Calcio nel campionato di Eccellenza e successivamente cresce calcisticamente nelle giovanili della società pratese. Nella stagione 2014-2015 viene ceduto in prestito nella primavera del Sassuolo dove tra campionato e coppa disputa 23 incontri segnando 4 reti. Tornato a fine stagione al Prato, fa il suo esordio in prima squadra il 14 agosto 2015 nella partita contro il Siena valida per la Coppa Italia Lega Pro. Tre settimane dopo debutta in Lega Pro nella partita giocata in trasferta contro il Pisa. Il 1º febbraio 2016 passa in prestito fino a fine stagione all'Inter, che lo impiega nella formazione primavera. Il mese dopo disputa con i nerazzurri 6 partite al Torneo di Viareggio 2016 andando a segno in 2 occasioni. Il 27 maggio 2016 nei quarti di finale del campionato primavera, segna nei supplementari la rete del definitivo 3-3 contro il Palermo, partita poi vinta ai calci di rigore dall'Inter per 8-6. Conclude l'avventura con la società interista con 3 reti in 19 presenze tra campionato e coppe varie vincendo la Coppa Italia Primavera del 2016.

#### Cittadella
Il 27 luglio 2016 viene ceduto in prestito con diritto di riscatto al Cittadella. Il 17 settembre fa il suo debutto in Serie B nella partita interna vinta 3-1 contro il Novara entrando al 66º al posto di Luca Strizzolo. Il 29 ottobre segna la sua prima rete in maglia granata nella partita casalinga vinta 2-1 contro il Latina. Si ripete il 25 marzo 2017 siglando la rete decisiva nella partita interna vinta 1-0 contro lo Spezia. Grazie alle buone prestazioni, il cartellino del calciatore ivoriano viene riscattato a fine stagione dalla società veneta. Il 19 settembre 2017 realizza la sua prima doppietta da professionista nella vittoria interna del Cittadella per 4-0 contro il Cesena. Alla fine della stagione regolare è il capocannoniere della squadra con 11 reti, trascinando il Cittadella nei play-off per la promozione in Serie A.

#### Genoa
Nel luglio 2018 viene acquistato dal Genoa. Sceglie la maglia numero 11. L'11 agosto 2018 esordisce nella vittoria per 4-0 contro il Lecce. Trova il primo gol al debutto in campionato, il 26 agosto, nella vittoria per 2-1 contro l'Empoli. A fine anno i gol segnati sono 4 in 38 partite di campionato.
Nella stagione successiva è protagonista di un ottimo avvio con 5 reti in 11 gare, prima di riportare la rottura del legamento crociato del ginocchio in una partita con la nazionale ivoriana Under-23.

#### Fiorentina
Il 31 gennaio 2020 passa alla Fiorentina in prestito con obbligo di riscatto. Sceglie di indossare la maglia numero 9. Rientra in campo l'8 luglio, in occasione del pareggio casalingo col Cagliari (0-0), subentrando a Dusan Vlahović. Il 19 luglio segna il suo primo gol con i viola, nella partita vinta per 2-0 contro il Torino, pur sporcato da una deviazione del giocatore granata Lyanco. Gol che successivamente gli viene tolto ed attribuito come autogol del torinista. Prima rete in viola che arriva effettivamente il 2 agosto all'ultima giornata di campionato sul campo della Spal, nel successo per 3-1 sugli estensi.
La stagione successiva si apre nel migliore dei modi per Kouamé, che trova il gol nella partita persa 4-3 contro l'Inter, ma prosegue negativamente sia per lui che per la squadra, che si salva soltanto nel finale di campionato.

#### Prestito all'Anderlecht
Il 21 agosto 2021 viene ceduto in prestito all'Anderlecht. Il 12 settembre successivo, alla sua seconda presenza in Pro League, mette a segno una doppietta. Chiude la stagione in Belgio segnando in totale 13 reti nelle 36 presenze complessive tra campionato e coppa nazionale.

#### Ritorno alla Fiorentina
Rientrato alla Fiorentina dal prestito dopo una sola annata in Belgio, gioca titolare nella prima gara ufficiale della stagione contro la Cremonese e fornisce un assist per il goal di Giacomo Bonaventura. Nei minuti finali della gara di andata del play-off di UEFA Conference League 2022-2023 contro il Twente fa il suo esordio in una competizione internazionale per club. Il 3 settembre firma il gol del pareggio nella gara di campionato contro la Juventus. Il 6 ottobre segna con una spettacolare rovesciata la sua prima rete in UEFA Conference League, nel successo per 3-0 in casa degli Heart of Midlothian.

#### Prestito all'Empoli
Il 3 febbraio 2025, Kouamé viene ceduto in prestito fino al termine della stagione all'Empoli, sempre in Serie A. Cinque giorni dopo esordisce con il club nella sconfitta casalinga contro il Milan, subentrando a Liam Henderson. Il 29 marzo segna la sua prima rete con l'Empoli, realizzando il punto del definitivo 1-1 in casa del Como. 

### Nazionale
Il 27 marzo 2018 fa il suo esordio nella nazionale ivoriana Under-23 andando a segno nella vittoria per 5-0 contro i pari età del Togo.
Il 13 ottobre 2019 fa il suo esordio nella nazionale maggiore entrando nei minuti di recupero, dell'amichevole vinta per 3-1 contro la Repubblica Democratica del Congo. Il 12 novembre 2019, durante la partita tra la Costa d'Avorio Under-23 e i pari età del Sudafrica, subisce la rottura del legamento crociato del ginocchio. Segna la sua prima rete con la maglia della nazionale maggiore contro lo Zambia, il 3 giugno 2022, in una gara valida per le Qualificazioni alla Coppa delle nazioni africane 2023.
Convocato per la fase finale della competizione, l'11 febbraio 2024 si laurea campione d'Africa battendo in finale la Nigeria per 2-1.

## Statistiche

### Presenze e reti nei club
Statistiche aggiornate al 24 maggio 2025.
| Stagione          | Squadra           | Campionato        | Campionato | Campionato | Coppe nazionali | Coppe nazionali | Coppe nazionali | Coppe continentali | Coppe continentali | Coppe continentali | Altre coppe | Altre coppe | Altre coppe | Totale | Totale |
| Stagione          | Squadra           | Comp              | Pres       | Reti       | Comp            | Pres            | Reti            | Comp               | Pres               | Reti               | Comp        | Pres        | Reti        | Pres   | Reti   |
| ----------------- | ----------------- | ----------------- | ---------- | ---------- | --------------- | --------------- | --------------- | ------------------ | ------------------ | ------------------ | ----------- | ----------- | ----------- | ------ | ------ |
| 2015-feb. 2016    | Prato             | LP                | 13         | 0          | CI-LP           | 2               | 0               | -                  | -                  | -                  | -           | -           | -           | 15     | 0      |
| 2016-2017         | Cittadella        | B                 | 15+1       | 2          | CI              | 0               | 0               | -                  | -                  | -                  | -           | -           | -           | 16     | 2      |
| 2017-2018         | Cittadella        | B                 | 40+3       | 11+1       | CI              | 4               | 1               | -                  | -                  | -                  | -           | -           | -           | 47     | 13     |
| Totale Cittadella | Totale Cittadella | Totale Cittadella | 55+4       | 13+1       |                 | 4               | 1               |                    | -                  | -                  |             | -           | -           | 63     | 15     |
| 2018-2019         | Genoa             | A                 | 38         | 4          | CI              | 1               | 0               | -                  | -                  | -                  | -           | -           | -           | 39     | 4      |
| 2019-gen. 2020    | Genoa             | A                 | 11         | 5          | CI              | 1               | 0               | -                  | -                  | -                  | -           | -           | -           | 12     | 5      |
| Totale Genoa      | Totale Genoa      | Totale Genoa      | 49         | 9          |                 | 2               | 0               |                    | -                  | -                  |             | -           | -           | 51     | 9      |
| gen.-ago. 2020    | Fiorentina        | A                 | 7          | 1          | CI              | 0               | 0               | -                  | -                  | -                  | -           | -           | -           | 7      | 1      |
| 2020-2021         | Fiorentina        | A                 | 33         | 1          | CI              | 3               | 1               | -                  | -                  | -                  | -           | -           | -           | 36     | 2      |
| 2021-2022         | Anderlecht        | D1                | 25+6       | 8          | CB              | 5               | 5               | UECL               | 0                  | 0                  | -           | -           | -           | 36     | 13     |
| 2022-2023         | Fiorentina        | A                 | 28         | 4          | CI              | 3               | 0               | UECL               | 12                 | 1                  | -           | -           | -           | 43     | 5      |
| 2023-2024         | Fiorentina        | A                 | 23         | 2          | CI              | 3               | 0               | UECL               | 12                 | 0                  | SI          | 0           | 0           | 38     | 2      |
| 2024-feb. 2025    | Fiorentina        | A                 | 18         | 0          | CI              | 1               | 0               | UECL               | 8                  | 1                  | -           | -           | -           | 27     | 1      |
| Totale Fiorentina | Totale Fiorentina | Totale Fiorentina | 109        | 8          |                 | 10              | 1               |                    | 32                 | 2                  |             | -           | -           | 151    | 11     |
| feb.-giu. 2025    | Empoli            | A                 | 8          | 1          | CI              | 1               | 0               | -                  | -                  | -                  | -           | -           | -           | 9      | 1      |
| Totale carriera   | Totale carriera   | Totale carriera   | 269        | 40         |                 | 24              | 7               |                    | 32                 | 2                  |             | -           | -           | 325    | 49     |

### Cronologia presenze e reti in nazionale
| Cronologia completa delle presenze e delle reti in nazionale ― Costa d'Avorio | Cronologia completa delle presenze e delle reti in nazionale ― Costa d'Avorio | Cronologia completa delle presenze e delle reti in nazionale ― Costa d'Avorio | Cronologia completa delle presenze e delle reti in nazionale ― Costa d'Avorio | Cronologia completa delle presenze e delle reti in nazionale ― Costa d'Avorio | Cronologia completa delle presenze e delle reti in nazionale ― Costa d'Avorio | Cronologia completa delle presenze e delle reti in nazionale ― Costa d'Avorio | Cronologia completa delle presenze e delle reti in nazionale ― Costa d'Avorio |
| Data                                                                          | Città                                                                         | In casa                                                                       | Risultato                                                                     | Ospiti                                                                        | Competizione                                                                  | Reti                                                                          | Note                                                                          |
| ----------------------------------------------------------------------------- | ----------------------------------------------------------------------------- | ----------------------------------------------------------------------------- | ----------------------------------------------------------------------------- | ----------------------------------------------------------------------------- | ----------------------------------------------------------------------------- | ----------------------------------------------------------------------------- | ----------------------------------------------------------------------------- |
| 13-10-2019                                                                    | Amiens                                                                        | Costa d'Avorio                                                                | 3 – 1                                                                         | RD del Congo                                                                  | Amichevole                                                                    | -                                                                             | 90+2’                                                                         |
| 8-10-2020                                                                     | Bruxelles                                                                     | Belgio                                                                        | 1 – 1                                                                         | Costa d'Avorio                                                                | Amichevole                                                                    | -                                                                             | 74’                                                                           |
| 13-10-2020                                                                    | Utrecht                                                                       | Giappone                                                                      | 1 – 0                                                                         | Costa d'Avorio                                                                | Amichevole                                                                    | -                                                                             | 40’                                                                           |
| 26-3-2021                                                                     | Niamey                                                                        | Niger                                                                         | 0 – 3                                                                         | Costa d'Avorio                                                                | Qual. Coppa d'Africa 2021                                                     | -                                                                             | 58’                                                                           |
| 5-6-2021                                                                      | Abidjan                                                                       | Costa d'Avorio                                                                | 2 – 1                                                                         | Burkina Faso                                                                  | Amichevole                                                                    | -                                                                             | 84’                                                                           |
| 11-6-2021                                                                     | Cape Coast                                                                    | Ghana                                                                         | 0 – 0                                                                         | Costa d'Avorio                                                                | Amichevole                                                                    | -                                                                             | 73’                                                                           |
| 6-9-2021                                                                      | Abidjan                                                                       | Costa d'Avorio                                                                | 2 – 1                                                                         | Camerun                                                                       | Qual. Mondiali 2022                                                           | -                                                                             | 69’                                                                           |
| 8-10-2021                                                                     | Johannesburg                                                                  | Malawi                                                                        | 0 – 3                                                                         | Costa d'Avorio                                                                | Qual. Mondiali 2022                                                           | -                                                                             | 71’                                                                           |
| 11-10-2021                                                                    | Cotonou                                                                       | Costa d'Avorio                                                                | 2 – 1                                                                         | Malawi                                                                        | Qual. Mondiali 2022                                                           | -                                                                             | 74’                                                                           |
| 16-11-2021                                                                    | Douala                                                                        | Camerun                                                                       | 1 – 0                                                                         | Costa d'Avorio                                                                | Qual. Mondiali 2022                                                           | -                                                                             | 83’                                                                           |
| 12-1-2022                                                                     | Douala                                                                        | Guinea Equatoriale                                                            | 0 – 1                                                                         | Costa d'Avorio                                                                | Coppa d'Africa 2021 - 1º turno                                                | -                                                                             | 82’                                                                           |
| 16-1-2022                                                                     | Douala                                                                        | Costa d'Avorio                                                                | 2 – 2                                                                         | Sierra Leone                                                                  | Coppa d'Africa 2021 - 1º turno                                                | -                                                                             | 73’                                                                           |
| 3-6-2022                                                                      | Yamoussoukro                                                                  | Costa d'Avorio                                                                | 3 – 1                                                                         | Zambia                                                                        | Qual. Coppa d'Africa 2023                                                     | 1                                                                             | 87’                                                                           |
| 9-6-2022                                                                      | Johannesburg                                                                  | Lesotho                                                                       | 0 – 0                                                                         | Costa d'Avorio                                                                | Qual. Coppa d'Africa 2023                                                     | -                                                                             |                                                                               |
| 24-9-2022                                                                     | Le Petit-Quevilly                                                             | Costa d'Avorio                                                                | 2 – 1                                                                         | Togo                                                                          | Amichevole                                                                    | -                                                                             | 62’                                                                           |
| 16-11-2022                                                                    | Marrakech                                                                     | Costa d'Avorio                                                                | 4 – 0                                                                         | Burundi                                                                       | Amichevole                                                                    | -                                                                             | 68’                                                                           |
| 19-11-2022                                                                    | Marrakech                                                                     | Burkina Faso                                                                  | 2 – 1                                                                         | Costa d'Avorio                                                                | Amichevole                                                                    | -                                                                             | 61’                                                                           |
| 24-3-2023                                                                     | Bouaké                                                                        | Costa d'Avorio                                                                | 3 – 1                                                                         | Comore                                                                        | Qual. Coppa d'Africa 2023                                                     | 1                                                                             |                                                                               |
| 28-3-2023                                                                     | Moroni                                                                        | Comore                                                                        | 0 – 2                                                                         | Costa d'Avorio                                                                | Qual. Coppa d'Africa 2023                                                     | -                                                                             | 66’                                                                           |
| 17-6-2023                                                                     | Ndola                                                                         | Zambia                                                                        | 3 – 0                                                                         | Costa d'Avorio                                                                | Qual. Coppa d'Africa 2023                                                     | -                                                                             | 62’                                                                           |
| 9-9-2023                                                                      | San-Pédro                                                                     | Costa d'Avorio                                                                | 1 – 0                                                                         | Lesotho                                                                       | Qual. Coppa d'Africa 2023                                                     | -                                                                             | 89’                                                                           |
| 12-9-2023                                                                     | Abidjan                                                                       | Costa d'Avorio                                                                | 0 – 0                                                                         | Mali                                                                          | Amichevole                                                                    | -                                                                             |                                                                               |
| 14-10-2023                                                                    | Abidjan                                                                       | Costa d'Avorio                                                                | 1 – 1                                                                         | Marocco                                                                       | Amichevole                                                                    | -                                                                             | 90+3’                                                                         |
| 17-10-2023                                                                    | Abidjan                                                                       | Costa d'Avorio                                                                | 1 – 1                                                                         | Sudafrica                                                                     | Amichevole                                                                    | -                                                                             | 90’                                                                           |
| 20-11-2023                                                                    | Dar es Salaam                                                                 | Gambia                                                                        | 0 – 2                                                                         | Costa d'Avorio                                                                | Qual. Mondiali 2026                                                           | 1                                                                             | 89’                                                                           |
| 6-1-2024                                                                      | San-Pédro                                                                     | Costa d'Avorio                                                                | 5 – 1                                                                         | Sierra Leone                                                                  | Amichevole                                                                    | -                                                                             | 76’                                                                           |
| 18-1-2024                                                                     | Abidjan                                                                       | Costa d'Avorio                                                                | 0 – 1                                                                         | Nigeria                                                                       | Coppa d'Africa 2023 - 1º turno                                                | -                                                                             | 67’                                                                           |
| 22-1-2024                                                                     | Abidjan                                                                       | Guinea Equatoriale                                                            | 4 – 0                                                                         | Costa d'Avorio                                                                | Coppa d'Africa 2023 - 1º turno                                                | -                                                                             | 45+5’ 64’                                                                     |
| 29-1-2024                                                                     | Yamoussoukro                                                                  | Senegal                                                                       | 1 – 1 dts (4 – 5 dtr)                                                         | Costa d'Avorio                                                                | Coppa d'Africa 2023 - Ottavi di finale                                        | -                                                                             | 79’ 82’                                                                       |
| 3-2-2024                                                                      | Bouaké                                                                        | Mali                                                                          | 1 – 2 dts                                                                     | Costa d'Avorio                                                                | Coppa d'Africa 2023 - Quarti di finale                                        | -                                                                             | 33’ 46’                                                                       |
| 6-9-2024                                                                      | Bouaké                                                                        | Costa d'Avorio                                                                | 2 – 0                                                                         | Zambia                                                                        | Qual. Coppa d'Africa 2025                                                     | -                                                                             | 86’                                                                           |
| Totale                                                                        |                                                                               | Presenze                                                                      | 31                                                                            |                                                                               | Reti                                                                          | 3                                                                             |                                                                               |

## Palmarès

### Club

#### Competizioni giovanili
- Coppa Italia Primavera: 1

Inter: 2015-2016

### Nazionale
- Coppa d'Africa: 1

Costa d'Avorio 2023